# Arnis
Arnis (duń. Arnæs) – miasto w Niemczech w kraju związkowym Szlezwik-Holsztyn, w powiecie Schleswig-Flensburg wchodzi w skład urzędu Kappeln-Land.
Arnis jest najmniejszym miastem Niemiec zarówno pod względem wielkości, jak i liczby mieszkańców.